# Mejlby (Århus)
Mejlby is een plaats in de Deense regio Midden-Jutland, gemeente Aarhus, en telt 264 inwoners (2007).